# بيل هارلو
بيل هارلو (بالإنجليزية: Bill Harlow)‏ هو مؤرخ أمريكي، ولد في 30 مايو 1950.